# Parlamento de Bahamas
El Parlamento de las Bahamas es el órgano bicameral que ostenta el poder legislativo de Bahamas. El Parlamento está formado oficialmente por el Rey (representado por el Gobernador General), un Senado designado, y una Asamblea electa. Su sede se encuentra en Nasáu, la capital del país. La estructura, funciones y procedimientos del parlamento se basan en el sistema Westminster.

## Senado
El Senado es la cámara alta. Consta de 16 miembros nombrados por el Gobernador general. Nueve de estos senadores son seleccionados por consejo del primer ministro, cuatro por consejo del Líder de la Oposición y tres por consejo del primer ministro después de consultar con el Líder de la Oposición. El Senado está autorizado por la Constitución para aprobar proyectos de ley de la misma manera que lo aprobó la Cámara o puede hacer tales enmiendas al proyecto de ley si lo considera necesario. A continuación, esas enmiendas deberán ser aprobadas por la Cámara de la Asamblea. El Senado puede incluso rechazar rotundamente un proyecto de ley que haya sido aprobado por la Cámara. Sin embargo, si la Cámara aprueba el proyecto de ley en dos sesiones sucesivas y el Senado rechaza el proyecto de ley cada vez, la Cámara de la Asamblea puede enviar el proyecto de ley directamente al Gobernador General sin que el Senado haya dado su consentimiento al proyecto de ley.
Si la Cámara aprueba un proyecto de ley de dinero y lo envía al Senado para su consentimiento, y si el Senado no da su consentimiento dentro de un mes después de recibir el Proyecto de Ley, el proyecto de ley de dinero se envía al Gobernador General para su aprobación aunque el Senado no le haya dado el consentimiento.

## Cámara de la Asamblea
La Cámara de la Asamblea es la cámara baja. Consta de 39 miembros, elegidos  por mayoría simple en distritos electorales individuales por períodos de cinco años. Al igual que en el sistema Westminster, el gobierno puede disolver el parlamento y convocar elecciones en cualquier momento. La Cámara de la Asamblea realiza todas las funciones legislativas importantes. El Primer ministro es el líder del partido que controla la mayoría de los escaños de la Cámara de la Asamblea.

## Funciones
El Parlamento está facultado por el artículo 52 (1) de la Constitución para dictar leyes para la paz, el orden y el buen gobierno de las Bahamas. La Constitución también faculta al Parlamento para:
- determinar los privilegios, inmunidades, poderes y procedimientos tanto del Senado como de la Cámara de la Asamblea;
- alterar o enmendar cualquiera de las disposiciones de la constitución;
- prescribir los oficiales que constituirán el personal del Gobernador general;
- prescribir el número de magistrados de la Corte Suprema y la Corte de Apelaciones;
- aprobar el presupuesto del Gobierno.

El Parlamento también supervisa las finanzas del Gobierno a través del Comité de Cuentas Públicas. El Parlamento es también el foro donde se debaten las políticas públicas y los asuntos de importancia nacional.